# Gran Premio Ciclista La Marsellesa 2015
La 36.ª edición del Gran Premio Ciclista la Marsellesa tuvo lugar el 1 de febrero de 2015. Tuvo un recorrido de 139,7 km. uniendo las localidades de Allauch y Marsella.
La carrera formó parte del UCI Europe Tour 2015, en categoría 1.1. 

## Equipos participantes
Fueron los siguientes 18 equipos los que participaron en la carrera, cada equipo contó con 8 ciclistas, excepto el Team Europcar que presentó 7 corredores, formando así un pelotón de 143 corredores.
| Equipo                       | Cód. UCI | Categoría               |
| ---------------------------- | -------- | ----------------------- |
| Ag2r La Mondiale             | ALM      | UCI ProTeam             |
| FDJ                          | FDJ      | UCI ProTeam             |
| Lotto-Soudal                 | LTS      | UCI ProTeam             |
| Bretagne-Séché Environnement | BSE      | Profesional Continental |
| CCC Sprandi Polkowice        | CCC      | Profesional Continental |
| Caja Rural-Seguros RGA       | CJR      | Profesional Continental |
| Cofidis, Solutions Crédits   | COF      | Profesional Continental |
| Colombia                     | COL      | Profesional Continental |
| Team Europcar                | EUR      | Profesional Continental |
| Topsport Vlaanderen-Baloise  | TSV      | Profesional Continental |
| Wanty-Groupe Gobert          | WGG      | Profesional Continental |
| Armée de terre               | ADT      | Continental             |
| Auber 93                     | AUS      | Continental             |
| Team Marseille 13-KTM        | M13      | Continental             |
| Roubaix Lille Métropole      | RLM      | Continental             |
| An Post-ChainReaction        | SKT      | Continental             |
| Veranclassic-Ekoi            | VER      | Continental             |
| Wallonie-Bruxelles           | WBC      | Continental             |

## Clasificación final
La clasificación final de la carrera fue:
| Posición | Ciclista            | Equipo                       | Tiempo          |
| -------- | ------------------- | ---------------------------- | --------------- |
| 1        | Pim Ligthart        | Lotto-Soudal                 | 3 h 39 min 33 s |
| 2        | Kenneth Vanbilsen   | Cofidis, Solutions Crédits   | m.t.            |
| 3        | Antoine Demoitié    | Wallonie-Bruxelles           | m.t.            |
| 4        | Baptiste Planckaert | Roubaix Lille Métropole      | m.t.            |
| 5        | Jonathan Hivert     | Bretagne-Séché Environnement | m.t.            |
| 6        | Marco Marcato       | Wanty-Groupe Gobert          | m.t.            |
| 7        | Edward Theuns       | Topsport Vlaanderen-Baloise  | m.t.            |
| 8        | Maxime Renault      | Auber 93                     | m.t.            |
| 9        | Benjamin Giraud     | Marseille 13-KTM             | m.t.            |
| 10       | Amets Txurruka      | Caja Rural-Seguros RGA       | m.t.            |

## UCI Europe Tour
La carrera otorga puntos para el UCI Europe Tour 2015, solamente para corredores de equipos Profesional Continental y Equipos Continentales. La siguiente tabla corresponde al baremo de puntuación:
| Posición   | 1.º | 2.º | 3.º | 4.º | 5.º | 6.º | 7.º | 8.º | 9.º | 10.º | 11.º | 12.º |
| Puntuación | 80  | 56  | 32  | 24  | 20  | 16  | 12  | 8   | 7   | 6    | 5    | 3    |

| Ciclista            | Equipo                       | Puntos |
| ------------------- | ---------------------------- | ------ |
| Kenneth Vanbilsen   | Cofidis, Solutions Crédits   | 56     |
| Antoine Demoitié    | Wallonie-Bruxelles           | 32     |
| Baptiste Planckaert | Roubaix Lille Métropole      | 24     |
| Jonathan Hivert     | Bretagne-Séché Environnement | 20     |
| Marco Marcato       | Wanty-Groupe Gobert          | 16     |
| Edward Theuns       | Topsport Vlaanderen-Baloise  | 12     |
| Maxime Renault      | Auber 93                     | 8      |
| Benjamin Giraud     | Marseille 13-KTM             | 7      |
| Amets Txurruka      | Caja Rural-Seguros RGA       | 6      |
| Maxime Vantomme     | Roubaix Lille Métropole      | 5      |
| Anthony Maldonado   | Auber 93                     | 3      |